# Check-in-Schalter

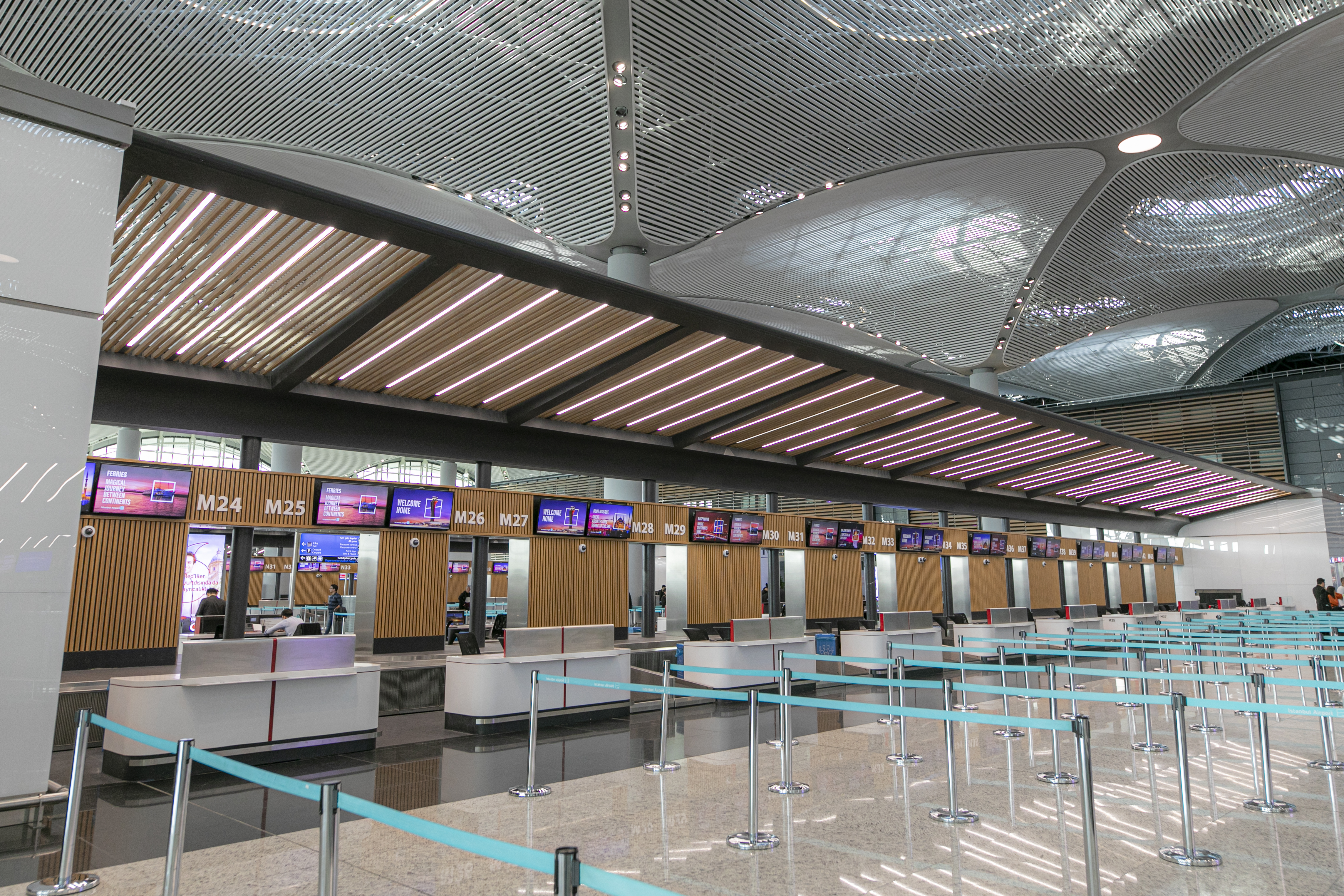
Check-in-Schalter am Flughafen Istanbul

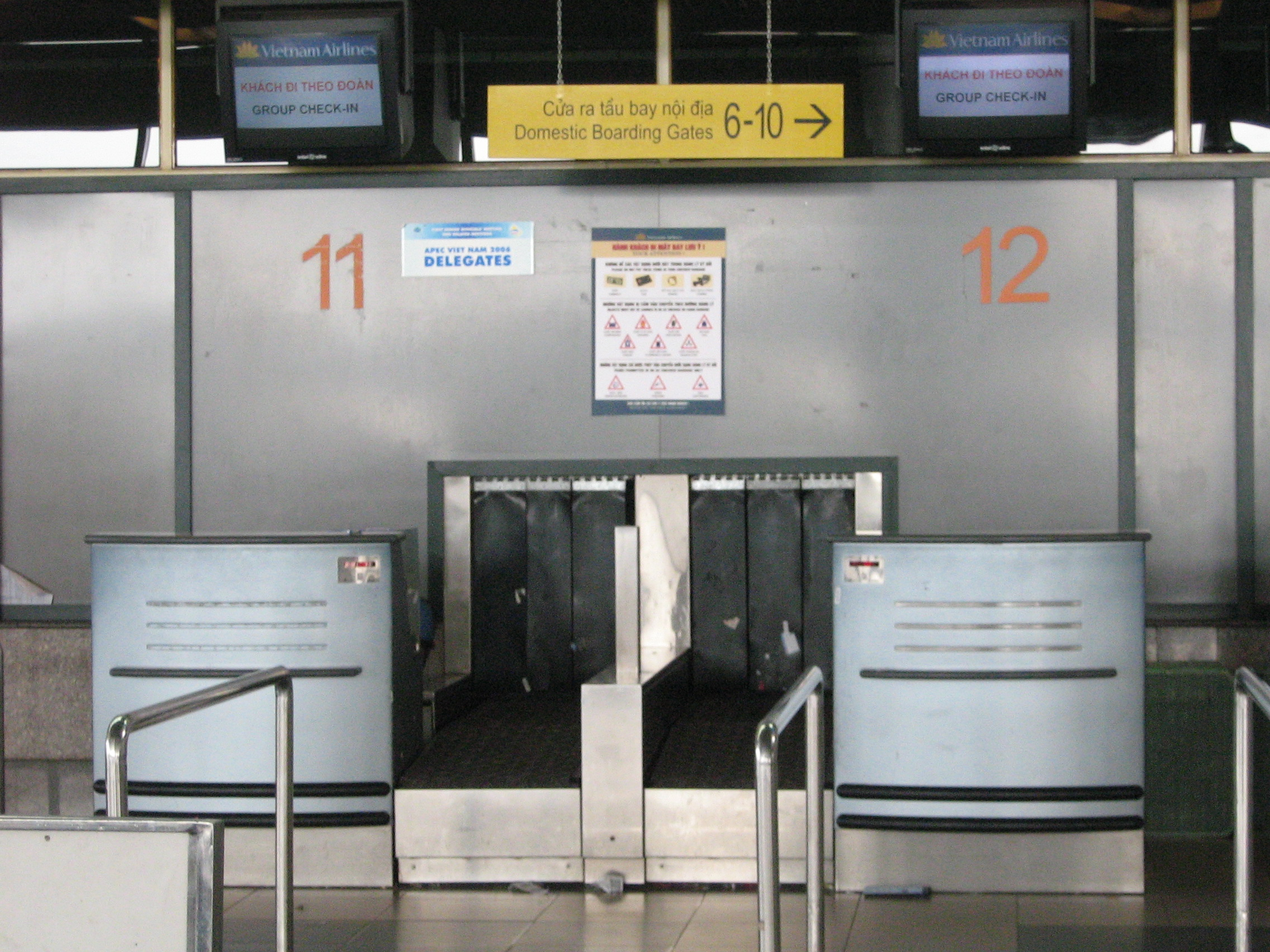
Check-in-Schalter mit Gepäckförderband (Mitte) am Flughafen von Hanoi

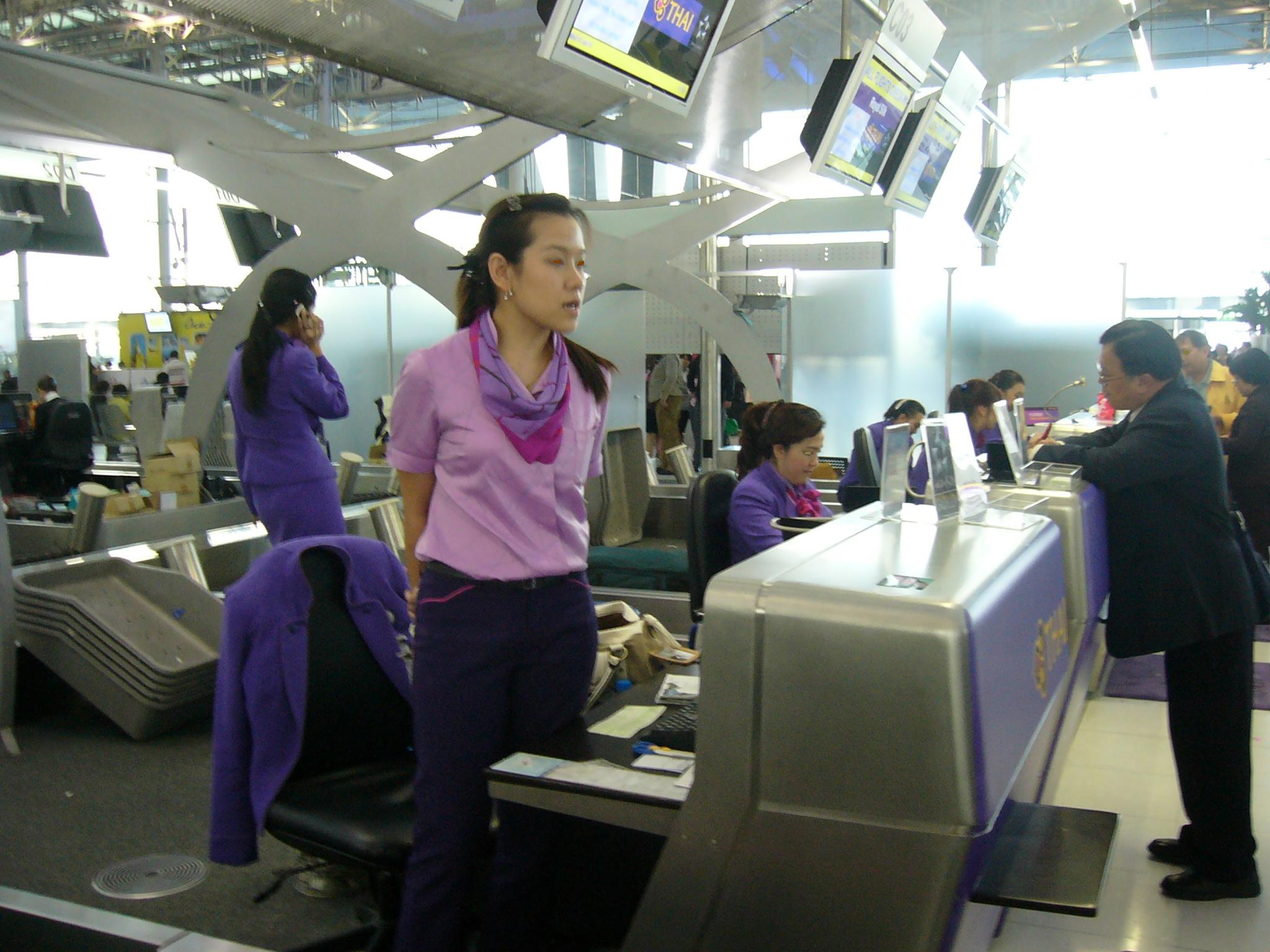
Check-in-Schalter der Thai Airways (Bangkok)

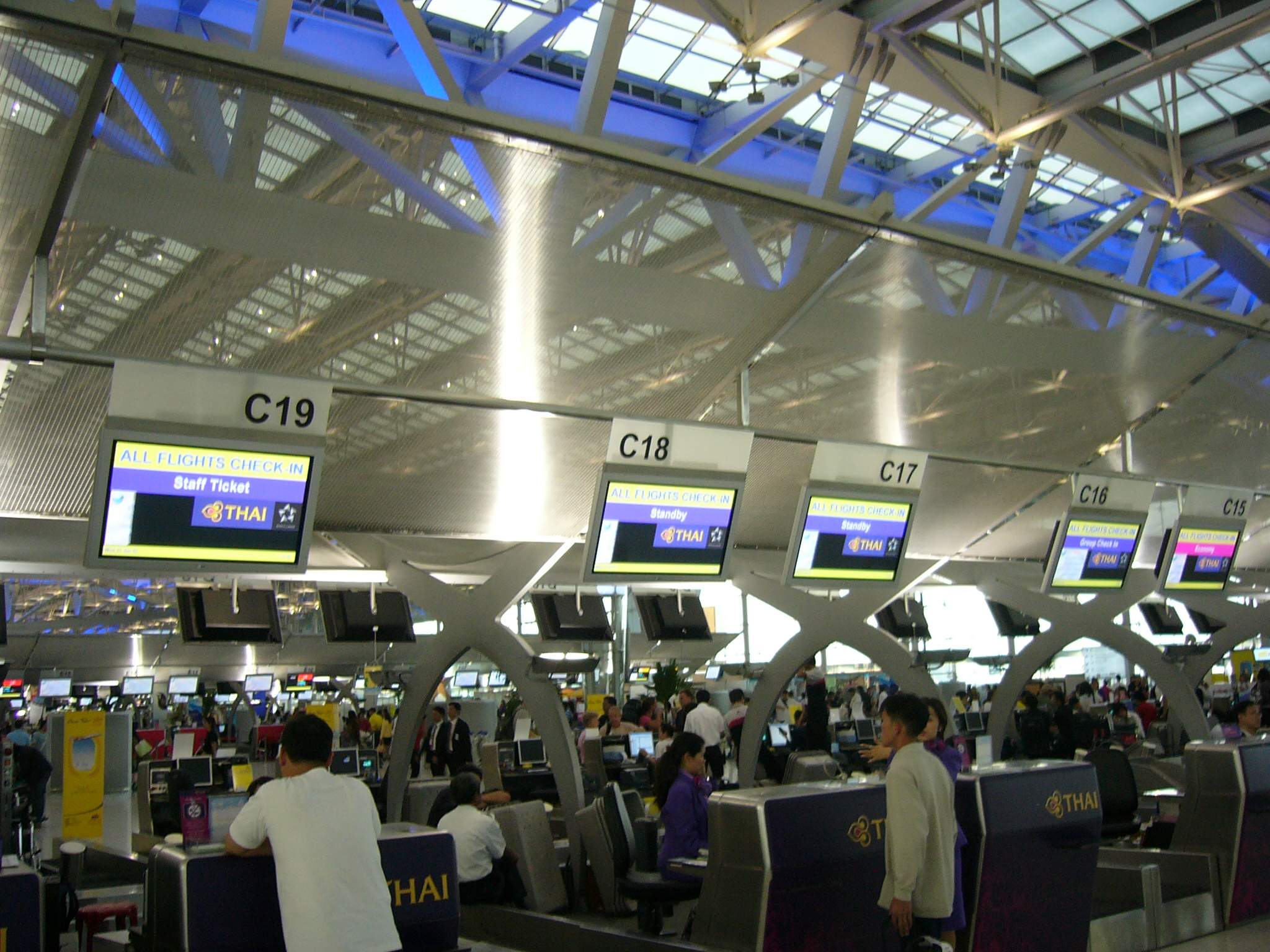
Große, internationale Fluggesellschaften unterhalten in großen Flughäfen eigene Schalter für verschiedene Arten von Fluggästen, z. B.: Luftfahrtpersonal, Reisegruppen, Standby oder Buchungsklassen (hier bei: Thai Airways in VTBS)

Ein Check-in-Schalter ist eine Abfertigungseinrichtung für den Check-in in einem Verkehrsflughafen. Er ist eine Art Empfang und dient dazu, Reisegepäck aufzugeben, die Identität des Passagiers zu überprüfen und mit den Daten im Reservierungssystem der jeweiligen Fluggesellschaft abzugleichen sowie den Flugschein einzusehen. Der Passagier erhält eine Bordkarte, die ihn zur Beförderung an Bord der gebuchten Maschine berechtigt.

## Arten
Je nach Größe des Flughafens kann es eine oder mehrere Abfertigungshallen mit darin ein oder mehreren Check-in-Schaltern geben. Diese Check-in-Schalter können nach unterschiedlichen Kriterien gruppiert sein:
- Abfertigung eines Fluges in ein
  - Nicht-Schengen-Land
  - Schengen-Land
- nach Fluggesellschaften, z. B.: alle Abfertigungsschalter von Lufthansa in einer Halle
- nach Zielgebieten, z. B.: alle Fernflüge in einer Halle, alle Mittelstreckenflüge in einer Halle
- nach der Art des Fluges:
  - Linienflug
  - Charterflug
- Nach Beförderungsklasse getrennt:
  - Economy Class
  - Business Class
  - First Class
  - Reisende mit Vielfliegerstatus (z. B.: Lufthansa Senator)

## Erscheinungsbild
Ein Check-in-Schalter besteht meist aus einer Theke unterschiedlicher Breite und einem niedrigeren Podest oder Förderband für das Gepäck daneben. Die optische Gestaltung eines Check-in-Schalters hängt davon ab, ob die Abfertigung von eigenem Personal der Fluggesellschaft durchgeführt wird, von Mitarbeitern der Flughafenverwaltungsgesellschaft oder von einem fremden Unternehmen.
Um eine Abfertigung eines Fluges schneller durchführen zu können, werden in der Praxis immer zwei Schalter nebeneinander gebaut.
Die Check-in-Schalter sind in einer geraden Reihe positioniert, damit hinter ihnen das Gepäcktransportband verlaufen kann. Durch kurze Zubringerbänder werden eingecheckte Gepäckstücke auf das Haupttransportband befördert und anschließend in einer Gepäcksortieranlage (je nach Flughafengröße mehr oder weniger vollautomatisch) für den entsprechenden Flug weiter transportiert.

## Ausstattung
Neben einem Check-in-Schalter ist eine Waage in dem Zubringerförderband integriert. Damit wird das Gewicht des Gepäckstückes selbst erfasst sowie in der Summe das gesamte Gepäckgewicht, welches wiederum Teil des Startgewichts ist. Das erlaubte Maximalgewicht für Gepäck, das ein Passagier kostenfrei mitnehmen darf, das so genannte Freigepäck, steht auf dem Flugschein. Wird ein höheres Gewicht als die Freigepäcksmenge gewogen, ist für das Mehrgewicht ein Zuschlag zu bezahlen.
Zur Überprüfung der Identität des Passagiers und seines Tickets stehen dem Abfertigungspersonal Computer zur Verfügung, die mit dem Datenrechner der jeweiligen Fluggesellschaft verbunden sind.
Ein Drucker dient zum Ausdruck der Bordkarte (engl. boarding pass) und für die Klebebänder mit dem Strichcode, die von dem Flughafenangestellten um die Tragegriffe der Gepäckstücke geklebt werden, den so genannten Baggage-Tag. Diese dienen zur Identifikation des Fluges bzw. bei Umsteigeverbindungen zum weiteren Transport des Gepäcks zur Maschine an den Endbestimmungsort. Auf den meisten Flughäfen werden die Strichcodes automatisch gelesen und das Gepäckstück auf Förderbänder zu entsprechenden Sammelpunkt für den Flug geleitet.
Über den Schaltern sind meistens Bildschirme oder einfache Schilder angebracht, auf denen die Fluggesellschaft oder die Flugnummer des abzufertigenden Fluges angezeigt wird.
In abgelegenen Flughäfen „exotischer“ Länder fehlen häufig Computer. Hier wird noch von Hand Buch geführt. Die Bordkarte wird ebenfalls manuell ausgefüllt.

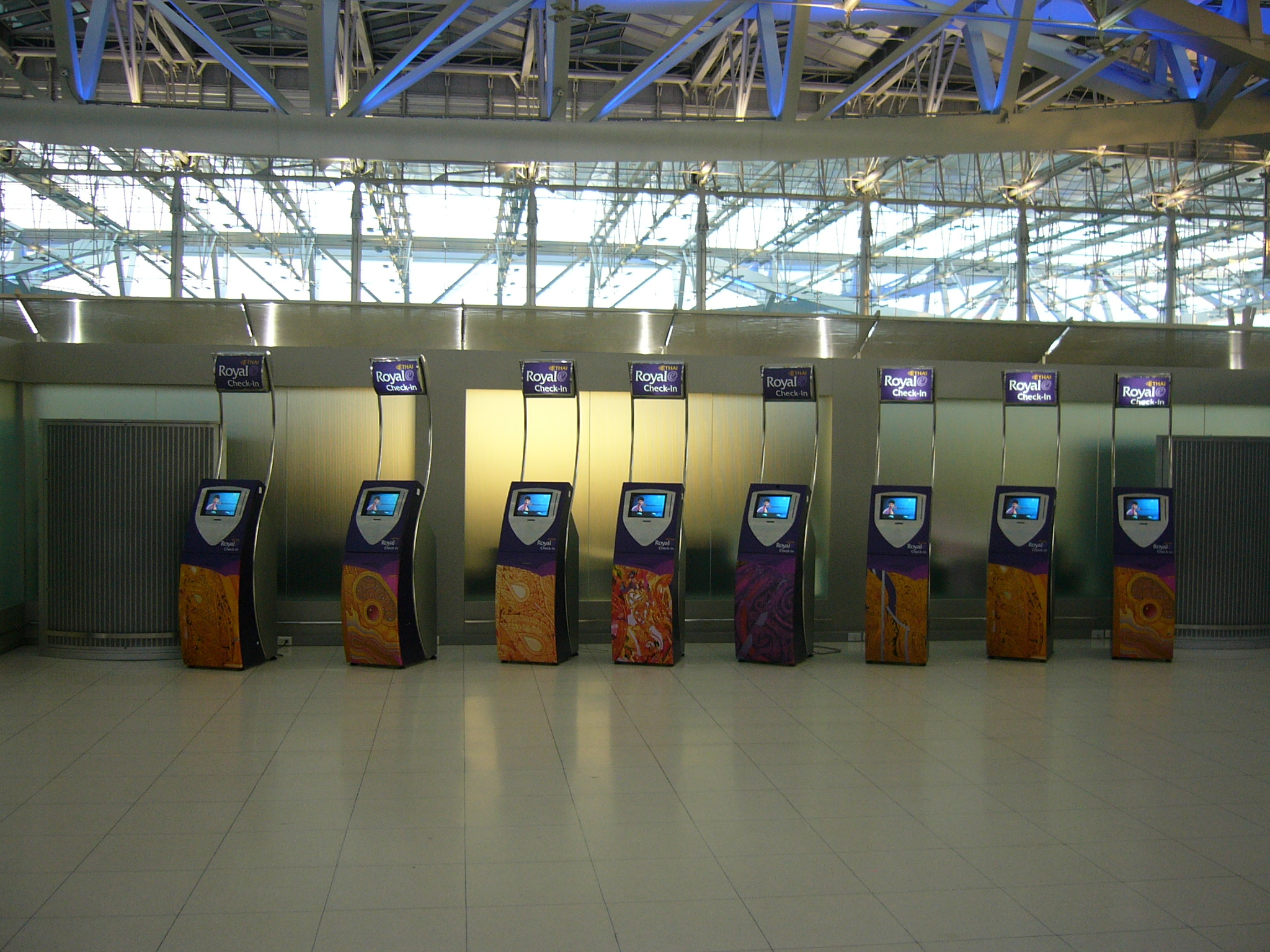
Automaten der Thai Airways

## Check-in-Automat
Um Kosten für die Fluglinien und Zeit für die Passagiere zu sparen, werden immer häufiger Check-in-Automaten auf Flughäfen eingesetzt. Dabei handelt es sich um Automaten, die der Passagier selbst bedienen kann: Sitzplatzvergabe und Angaben über Gepäckstücke werden per Touchscreen-Funktionen erledigt. Voraussetzung sind aber meist noch Vielfliegerkarten oder elektronische Tickets.
Einige Automaten erlauben die automatische Gepäckannahme, ansonsten stehen häufig entsprechende Schalter speziell zur Gepäckannahme zur Verfügung.
Der Einsatz von Check-in-Automaten wird teilweise kritisiert. So seien Anforderungen an Eingaben in den Automaten unverständlich formuliert und außer der Norm liegende Bedürfnisse der Passagiere nicht von den Automaten erfassbar. Insgesamt führe der automatisierte Check-in – wie in anderen Lebensbereichen auch – zum Verlust von Servicequalität.